# Marija v rožnem vrtu (Lochner)
Dve izmed najbolj znanih slik v nemški umetnostni zgodovini nosita naslov Marija v rožnem vrtu. Podobni tip Marije v rožnem vrtu je nastal na francoskem dvoru okoli 1400 do 1420. Primer tega je zlatarsko delo z imenom »Goldenes Rössl« ('zlata podkev'), ustvarjeno v Parizu leta 1404, ki je zdaj v Altöttingu. Ustreza tipu Madone Humilitas (Naše Gospe ponižnosti) iz nizozemske umetnosti. V Italiji je to vrsto podob mogoče najti na primer v Madonni della quaglia (Quaglia = prepelica) Pisanella, ustvarjeni okoli 1410/20, in Madonni del Roseto Stefana da Verone (obe v Museo di Castelvecchio v Veroni). Tovrstne podobe so se pojavile tudi na Zgornjem Porenju v začetku 15. stoletja, na primer Madona v jagodah Zgornjerenskega mojstra iz leta 1425.

## Lochnerjeva Marija
Slika majhnega formata Marija v rožnem vrtu je ena zadnjih slik Stefana Lochnerja.
Osrednja figura je Marija, ki sedi pred travno klopjo in je zavita v svetlo modro ogrinjalo. V njenem naročju je otrok Jezus, ki v roki drži jabolko - simbol premaganja izvirnega greha s Kristusovo smrtjo na križu. Krilati raznobarvni angeli uokvirjajo lik Marije z detetom. Štirje angeli, ki sedijo v ospredju, igrajo na lutnjo, portativu in harfi. Krila angela z lutnjo spominjajo na perje pava. Pav je med drugim simbol duhovnega preporoda in s tem Kristusovega vstajenja. Poleg tega so njegovih tisoč oči razlagali kot znak božje vsevednosti. Za klopjo na trati angel trga vrtnico, drugi častijo nebeško kraljico. Na desni strani angel s košaro otroku Jezusu podaja jabolko.
Marijina broška samorog je simboličnega pomena. Nanaša se na Marijo in Kristusa, saj naj bi sramežljivega samoroga po legendi lahko ujela le čista devica. Dragocena krona, okrašena z dragulji, katerih sijaj je še poudarjen s preluknjano avreolo (svetniški sij), je znak njenega kraljevskega dostojanstva. Dva angela odgrneta težko brokatno zaveso nad rožnim vrtom, ki ujame Marijo z detetom: v nebesih, ki jih simbolizira zlato ozadje slike, se nad svetniškim sijem pojavita Bog Oče in golob Svetega Duha.
Zlasti rože so marijanski simboli: tu so šmarnice, vijolice, marjetice, orlice in jagode, ki pokrivajo brežino trate. Zaradi rdečih plodov nas jagoda spominja na Kristusov pasijon, tridelni listi pa na Trojico. Je simbol Marijinega devištva zaradi svoje sposobnosti, da hkrati cveti in rodi.
Za Marijinim likom na desni strani so še Alojzijeve lilije (Lilium candidum)), ki so eden najbolj znanih atributov Device Marije kot simbol čistosti, čednosti in brezmadežnega spočetja. Toda tu so vrtnice še posebej pomembne. Po starodavni legendi vrtnica ni imela trnov, preden je človeštvo padlo v greh, in ker je bila Marija rešena izvirnega greha, so jo poimenovali 'vrtnica brez trnov'. Zaradi tega izročila se je razširil slikovni tip Rožne Marije ali Marije v rožnem vrtu. Tipičen primer slednjega tipa je Lochnerjeva slika, na kateri Marija sedi obkrožena z angeli in svetniki v vrtni gredi ali pred rožnim grmom.
Zlato ozadje in imitacija marmorja na zadnji strani, ki daje slutiti, da je bilo delo prosto postavljeno, navajata na domnevo, da je bila Lochnerjeva slika Marije nekoč del diptiha z donatorsko sliko.
Otto H. Förster opisuje poseben učinek upodobitve Marije z besedami: »Ona (mati in otrok) sta sredi sveta, vendar mu ne pripadata. Pripadata le drug drugemu. Drug za drugega sta velika, vse drugo pa je drobno in majhno.«
Madona v rožnem vrtu kaže veliko podobnosti s tipom Marije v rajskem vrtu, kjer je prav tako upodobljena Mati Božja sredi svetnikov, rož in številnih marijanskih simbolov.

## Schongauerjeva Marija
Druga dobro znana upodobitev iste teme je Marija v rožnati uti Martina Schongauerja, oltarna slika v dominikanski cerkvi v Colmarju. Prvotno pravokotno in izjemno veliko tablo (ocenjeno na 250 × 165 centimetrov) so neznano kdaj obrezali na vseh štirih straneh in ji dali znano obliko z zaobljenim vrhom (200 × 115 centimetrov). Muzej Isabelle Stewart Gardner v Bostonu ima v lasti staro, majhno (44 x 30 cm) kopijo neobrezane slike. Po enotnem mnenju ta kopija ni izpod rok mojstra, ker je izvedba, kot je jasno razvidno iz otrokovega obraza, slabše kvalitete. Schongauerjeva Marija je okoli leta 1900 dobila bogato okrašen neogotski okvir in stranska krila z upodobitvami svetnikov Martina von Feuersteina, ki jih je dal colmarski kipar Théophile Klem (1849–1923). Leta 1972 je bila ukradena iz Martinsmünstra, a so jo znova našli po naključju leta 1973. Od takrat je slika shranjena v dominikanski cerkvi v Colmarju.
Neobrezana različica slike je upodabljala Marijo, sedečo v kvadratni uti, nad njo blagoslavljajoči Bog Oče, zgoraj desno in levo od ute je prost prostor za podobo, v spodnjem delu pa cvetlični vrt. V današnji različici so podrobnosti slike omejene na notranji del vrtne ute. To postavlja Marijo z otrokom Jezusom bolj v središče slike. Ta nov pogled in odsotnost prostega slikovnega prostora, ki ima za posledico gosto zbrano do ozko kompozicijo, povečujeta že tako monumentalen značaj sedeče ženske figure v naravni velikosti, ne ustrezata pa atmosferi originalne naslikane plošče. Slika je naslikana na zlati podlagi. Marija nosi temno rdečo obleko, ki jo je mogoče razlagati kot sklicevanje na kri pasijona. V Marijin svetniški sij je vgrajen latinski napis: Me carpes genito tuq(ue) o s(an)ctissi(m)a vi(rgo). Prevod je sporen, ena možnost je: »Sprejmi tudi mene kot svojega otroka, o presveta Devica«. Očitno se avtor slike obrača na Marijo. Druga možnost je, da se prevede: »Sprejmi me, Stvarnik, in tudi tebe, Presveta Devica.« Tu ustanovitelj govori otroku Jezusu (= stvarnik, genitor – r je rekonstruiran).
Upodobitev rastlin - cvetov, predvsem vrtnic v različnih fazah cvetenja in listov - ter živali (ni na bostonskem izvodu) - robin, ščinkavec, vrabec, velika sinica, tri zlatovčice in penica na desno na sliki - je dokaz natančnega opazovanja in odlične sposobnosti reprodukcije narave in je bil zaradi tega vedno občudovan. Gube obleke in Marijina graciozna, posvečena in predana mimika so med najbolj cenjenimi vidiki slike.

## Primerjava in nadaljnja dela
Primerjava obeh del (Lochner in Schongauer) je ena klasičnih slikovnih primerjav v nemški umetnostni zgodovini. Motiv Marije v rožnem vrtu je skupen obema zgoraj omenjenima deloma, med drugim izhaja iz italijanske umetnosti (Madonna dell'Humilità). Lochnerjeva Marija je pozno delo »lepega sloga«. Dekliško bel obraz Marije, nezemeljsko modrina plašča, mehke gube in ljubki glasbeni angeli ustvarjajo rajsko vzdušje. Kljub vsemu sijaju je Schongauerjevo delo bolj realistično, Marija je narisana bolj ostro, gube njene obleke so bolj oglate, otrok je manj podoben dojenčku. To priča o vplivu zgodnjega nizozemskega slikarstva, na primer Rogierja van der Weydna, na Schongauerja. Kljub temu je delo Lochnerja likovno in tehnično kakovostnejše. To še posebej zadeva perspektive, anatomske proporce in izražanje, npr. smer pogleda na Marijo in Jezusa ter roke. V istem času kot Schongauerjevo delo (okoli leta 1470) je nastala Marija z detetom v rožnem vrtu, ki jo je ustvaril mojster Marijinega življenja, iz katerega med drugim prizorišče spremljajo sveta Katarina, sveta Barbara in redovniki.  Dela so kasneje v mnogih primerih služila kot vzor in orientacija. Tu je treba kot primer omeniti tri dela: 1. Madona s svetnicami, v kateri so angeli tako rekoč nadomeščeni s svetniki, Adriana Isenbranta iz začetka 16. stoletja, 2. Diptih z Matere božje in donatorski portret Hansa Memlinga, ustvarjen okoli leta 1490 ali pozneje. Plošča na levi strani tega dela, kot jo vidi gledalec, se prav tako neposredno omenja kot Marija v rožnem vrtu. Vzorna funkcija Lochnerjeve Marije je jasno vidna skozi klop na trati, angele, ki ustvarjajo glasbo, vrtnice in angela, ki daje jabolko otroku Jezusu. Ločena zunanja stran prikazuje upodobitev Anne Selbdritt. Na desni polovici slike, gledalcu, je viden sveti Jurij, ki stoji za darovalcem. Na njegovem naprsniku se zrcali prizor Device Marije. Dela so zdaj v Stari pinakoteki v Münchnu. Med letoma 1616 in 1618 je sodelovanje med Petrom Paulom Rubensom in Janom Brueghelom starejšim 3. ustvarilo Marijo v cvetličnem vencu, ki jo je danes mogoče videti tudi v Stari pinakoteki.
- Marija z detetom v rožnem nasadu Mojstra Marijinega življenja
- Mati Božja z darovalcem iz Memlinga
- Marija v cvetličnem vencu